# Saiko (cantante)
Miguel Cantos Gómez (Armilla, Granada, 25 de mayo de 2002), conocido artísticamente como Saiko, es un cantante y compositor español de los géneros reggueton, pop y trap.

## Biografía
Nació en la localidad granadina de Armilla donde sigue residiendo a día de hoy y desde muy joven se interesó por la música, participando en batallas de rap en su pueblo. Comenzó a rapear a los catorce años, formando en 2017 un dúo junto con su hermano, conocido como Wido y Saiko.
El 8 de junio de 2024 se anunció que Saiko patrocinaría en la temporada 2024-25 durante el concierto en el estadio de su ciudad Nuevo Los Cármenes.
Dijo que saldría como patrocinador en la camiseta del Granada Club de Fútbol, equipo del que el cantante armillero es un gran seguidor desde temprana edad.

## Carrera musical
En 2020 comenzó su carrera en solitario. Su primer sencillo se lanzó bajo el nombre «Te quiero fuera».
No fue hasta el lanzamiento de «Polaris» en 2022 cuando el artista granadino llegó a la fama, pese a que previamente ya había colaborado con artistas como Lola Índigo y Alejo en «Humedad remix» o con Quevedo en «Jordan I» o en «Turbulencias», este último junto a otros artistas como Juseph, Fabio Colloricchio o La Pantera, y con Kabasaki como productor. «Polaris» fue todo un éxito, convirtiéndose en disco de oro.[cita requerida]
Una vez conseguido el disco de oro, lanzó en abril de 2023 un nuevo sencillo titulado «Supernova», que rápidamente se hizo muy famoso al ser su estribillo el de la canción «Un violinista en tu tejado» de Melendi, llegando al número 1 de la lista de sencillos en España. También llegó a disco de oro «Las Bratz (Remix)», en un sencillo en el que colaboró con JC Reyes, o Juseph, Aissa Aslani, El Bobe y Nickzzy. Una vez visto el éxito de «Polaris» lanzó «Polaris Remix» en el que colabora con Quevedo, Mora y Feid, todos artistas ya consagrados en el género. Como era de esperar, el tema se convierte en una de las canciones del verano de 2023. Tal el éxito de «Polaris Remix», Saiko se asienta en la industria, colaborando con Omar Montes en «Arena y Sal», con Mora y Sech en «Café Malibú», y de nuevo con Mora en «Reina», sencillo del nuevo disco del puertorriqueño, y que pronto se convirtió en número 1 en España, debutando en el top 50 de Spotify directamente como número 1 y número 15 a nivel global.
El 14 de septiembre dio un concierto gratuito junto a Quevedo en Madrid, y el 21 de septiembre dio un concierto en la Plaza de toros de Granada, agotándose todas las entradas en sólo cinco minutos. Ese mismo día lanza el sencillo «Buenas» con Quevedo, que en poco tiempo alcanzó el número 1 en España. Saiko el 14 de diciembre de 2023 saca su EP "Saliendo del planeta" con sencillos como "Corleone" junto a Yandel y producción del productor Sky, al igual que el sencillo "Siempre vas a volver" junto a Polimá Westcoast, Saiko definiria el proyecto como un adelanto de su próximo disco "Sakura".
A través de un post de Instagram, Saiko anunció el 17 de abril de 2024 el tracklist de su primer disco, Sakura. El mismo día lanzó el videoclip de uno de los nuevos temas del disco: “Yo lo soñé”, junto a Omar Montes y con la participación de Ilia Topuria. Sakura fue publicado el 26 de abril en todas las plataformas. En total incluye 16 canciones, entre las que se encuentran colaboraciones con artistas como J Balvin, Bryant Myers, JC Reyes, Dei V, Mora o Dellafuente, entre otros.

## Discografía
Álbumes de estudio
- Sakura (2024)
- Natsukashii Yoru (2025)

Extended plays
- Saliendo del planeta (2023)

### Sencillos
| Año  | Título                                                                                                | Posicionamiento en las listas | Certificaciones          | Álbum     |
| Año  | Título                                                                                                | ESP                           | Certificaciones          | Álbum     |
| ---- | --- | ----------------------------- | ------------------------ | --------- |
| 2020 | «Te quiero fuera»                                                                                     |                               |                          | Sin álbum |
| 2020 | «Tropically» (con David Marley)                                                                       |                               |                          | Sin álbum |
| 2020 | «Colombiana» (con David Marley)                                                                       |                               |                          | Sin álbum |
| 2020 | «Todo va bien» (con David Marley)                                                                     |                               |                          | Sin álbum |
| 2021 | «Ferrari»                                                                                             |                               |                          | Sin álbum |
| 2021 | «Confía»                                                                                              |                               |                          | Sin álbum |
| 2021 | «Humedad»                                                                                             |                               |                          | Sin álbum |
| 2021 | «Vibra»                                                                                               |                               |                          | Sin álbum |
| 2021 | «Cosas que no te dije»                                                                                | 20                            | - PROMUSICAE: x1 Platino | Sin álbum |
| 2021 | «Tiempo»                                                                                              |                               |                          | Sin álbum |
| 2021 | «Mala Fama» (con Felino Brown y SokeThugPro)                                                          |                               |                          | Sin álbum |
| 2021 | «Madrugada» (con Zakyo y David Marley)                                                                |                               |                          | Sin álbum |
| 2021 | «Cartier» (con JC Reyes)                                                                              |                               |                          | Sin álbum |
| 2022 | «Viernes 13»                                                                                          |                               |                          | Sin álbum |
| 2022 | «TA TA TA» (con Cocco Lexa e Israel B)                                                                |                               |                          | Sin álbum |
| 2022 | «Jordan I» (con Quevedo)                                                                              |                               |                          | Sin álbum |
| 2022 | «Turbulencias» (con Kabasaki, Quevedo, Juseph, LoveYi, Jader, Yago Roche, Fabbio, La Pantera y Bless) |                               |                          | Sin álbum |
| 2022 | «BB;(» (con Came Beats)                                                                               |                               |                          | Sin álbum |
| 2022 | «80s» (con David Marley)                                                                              |                               |                          | Sin álbum |
| 2022 | «Otro Final al Cuento» (con Lennys Rodríguez y Came Beats)                                            |                               |                          | Sin álbum |
| 2022 | «Humedad Remix» (con Lola Índigo y Alejo)                                                             |                               |                          | Sin álbum |
| 2022 | «¿Cómo te llamabas?» (con David Marley, Antony Z, Vera GRV, Delvalle y Toni Anzis)                    |                               |                          | Sin álbum |
| 2022 | «Fantasmita» (con Ninow y Candy)                                                                      |                               |                          | Sin álbum |
| 2022 | «San Walter» (con BlueFire)                                                                           |                               |                          | Sin álbum |
| 2022 | «Polaris» (con Came Beats)                                                                            | 29                            | - PROMUSICAE: x1 Platino | Sin álbum |
| 2022 | «Crystal» (con BlueFire)                                                                              |                               |                          | Sin álbum |
| 2022 | «EL PALO» (con ELIZALDE, Dímelo Milo)                                                                 |                               |                          | Sin álbum |
| 2022 | «MultiTU» (con Jader, Bdp Music)                                                                      |                               |                          | Sin álbum |
| 2022 | «Atea» (con Came Beats)                                                                               |                               |                          | Sin álbum |
| 2022 | «Lunático» (con Yago Roche, Fabbio)                                                                   |                               |                          | Sin álbum |
| 2022 | «Keonda» (con Abhir Hathi)                                                                            |                               |                          | Sin álbum |
| 2022 | «Tuenti Remix» (con Raul Clyde)                                                                       | 88                            | - PROMUSICAE: x1 Platino | Sin álbum |
| 2022 | «Ódiame»                                                                                              |                               |                          | Sin álbum |
| 2022 | «Quédate»                                                                                             |                               |                          | Sin álbum |
| 2023 | «Sikora» (con The Prodygiez)                                                                          | 42                            | - PROMUSICAE: Oro        | Sin álbum |
| 2023 | «Las Bratz Remix» (con Aissa Aslani, JC Reyes, El bobe, Juseph y Nickzzy)                             | 30                            | - PROMUSICAE: x1 Platino | Sin álbum |
| 2023 | «Cosas Locas 2.0» (con Danny Romero, Soge Culebra, Juseph y Lucho RK)                                 |                               |                          | Sin álbum |
| 2023 | «D X VIDA» (con Alejo)                                                                                |                               |                          | Sin álbum |
| 2023 | «Una última vez» (con Soge Culebra)                                                                   |                               |                          | Sin álbum |
| 2023 | «Supernova»                                                                                           | 1                             | - PROMUSICAE: x4 Platino | Sin álbum |
| 2023 | «Arena y Sal» (con Omar Montes y Tunvao)                                                              | 6                             | - PROMUSICAE: x3 Platino | Sin álbum |
| 2023 | «Polaris Remix» (con Quevedo, Feid y Mora)                                                            | 1                             | - PROMUSICAE: x4 Platino | Sin álbum |
| 2023 | «Cafe Malibú» (con Mora y Sech)                                                                       | 13                            | - PROMUSICAE: Oro        | Sin álbum |
| 2023 | «Antidepresivos»                                                                                      | 18                            | - PROMUSICAE: x1 Platino | Sin álbum |
| 2023 | «CARNET» (con Caleb Calloway)                                                                         | 78                            |                          | Sin álbum |
| 2023 | «Pa casa» (con ICON y Ryan Castro)                                                                    |                               |                          | Sin álbum |
| 2023 | «REINA» (con Mora)                                                                                    | 1                             | - PROMUSICAE: x1 Platino | Estrella  |
| 2023 | «Te Mentí» (con Ozuna y Ovy on the Drums)                                                             | 31                            |                          | Sin álbum |
| 2023 | «Buenas» (con Quevedo)                                                                                | 1                             | - PROMUSICAE: x1 Platino | Sin álbum |
| 2023 | «Bandidona»                                                                                           | 30                            |                          | Sin álbum |